# 보결분자단
보결분자단(補缺分子團, 영어: prosthetic group)은 헤테로단백질(heteroprotein) 또는 복합단백질(conjugated protein)의 구조의 일부로 아포단백질(apoprotein)에 단단히 결합되어 있는 비아미노산 성분이다. 보결분자단은 일반적으로 효소와 공유결합된 조효소 또는 금속 이온을 지칭한다.
비단백질(비아미노산)에 비공유결합으로 주효소(apoenzyme) (홀로단백질(holoprotein) 또는 헤테로단백질(heteroprotein))에 결합하는 보조 인자와 혼동하지 않아야 한다.
보결분자단은 단백질의 생물학적 활성에 필요한 복합단백질의 구성 요소이다. 보결분자단은 유기물(예: 비타민, 당류, RNA, 인산염 또는 지질) 또는 무기물(예: 금속 이온)일 수 있다. 보결분자단은 단백질에 단단히 결합되어 있으며, 공유결합을 통해 부착될 수도 있다. 보결분자단은 보통 효소 촉매작용에서 중요한 역할을 한다. 보결분자단이 없는 단백질을 아포단백질이라고 하고, 보결분자단이 결합된 단백질을 홀로단백질이라고 한다. 비공유결합된 보결분자단은 일반적으로 단백질을 변성시키지 않고는 홀로단백질에서 제거할 수 없다. 따라서 "보결분자단"이라는 용어는 매우 일반적인 용어이며, 주요 강조점은 아포단백질에 대한 보결분자단의 결합 정도에 따른 특성에 있다. 기능적 특성을 정의하는 "조효소(coenzyme)"라는 용어와는 달리 "보결분자단"이라는 용어는 구조적 특성을 정의한다.
보결분자단은 보조 인자의 하위 집합이다. 느슨하게 결합된 금속 이온과 조효소는 보조 인자이지만 일반적으로 보결분자단이라고 하지는 않는다. 효소에서 보결분자단은 촉매 매커니즘에 관여하며 활성에 필요하다. 다른 보결분자단은 구조적 특성을 가지고 있다. 이것은 당단백질의 당 및 지질 부분과 리보솜의 지질단백질 또는 RNA의 경우이다. 예를 들어 프로테오글리칸에서 단백질의 주요 부분을 나타내는 경우에는 매우 클 수 있다.

## 예
헤모글로빈의 헴기는 보결분자단이다. 유기 보결분자단의 예로는 티아민 피로인산, 피리독살 인산, 비오틴과 같은 비타민 유도체들이 있다. 보결분자단은 보통 비타민이거나 비타민으로부터 만들어지기 때문에, 비타민은 사람의 식단에 필요하다. 무기 보결분자단은 일반적으로 철(헴기, 예를 들어 사이토크롬 c 산화효소 및 헤모글로빈), 아연(예: 탄산무수화효소), 구리(예: 미토콘드리아 전자전달계의 복합체 IV), 몰리브데넘(예: 질산 환원효소)과 같은 전이 금속 이온이다.

## 보결분자단의 목록
아래의 표에는 가장 일반적인 보결분자단의 목록이 포함되어 있다.
| 보결분자단                            | 기능                                        | 분포                   |
| ------------------------------------- | ------------------------------------------- | ---------------------- |
| 플라빈 모노뉴클레오타이드(FMN)        | 산화환원반응                                | 세균, 고세균, 진핵생물 |
| 플라빈 아데닌 다이뉴클레오타이드(FAD) | 산화환원반응                                | 세균, 고세균, 진핵생물 |
| 피롤로퀴놀린 퀴논(PQQ)                | 산화환원반응                                | 세균                   |
| 피리독살 인산                         | 아미노기 전이반응, 탈카복실화 및 탈아미노화 | 세균, 고세균, 진핵생물 |
| 비오틴                                | 카복실화                                    | 세균, 고세균, 진핵생물 |
| 메틸코발라민                          | 메틸화 및 이성질화                          | 세균, 고세균, 진핵생물 |
| 티아민 피로인산                       | 2-탄소 그룹의 전이, α 절단                  | 세균, 고세균, 진핵생물 |
| 헴                                    | 산소 결합 및 산화환원반응                   | 세균, 고세균, 진핵생물 |
| 몰리브도프테린                        | 산소화 반응                                 | 세균, 고세균, 진핵생물 |
| 리포산                                | 산화환원반응                                | 세균, 고세균, 진핵생물 |
| 보조 인자 F430                        | 메테인 생성                                 | 고세균                 |

## 같이 보기
- 보조 인자
- 조효소
- 헴